# 苏-1战斗机
苏-1又称I-330（俄语：Сухой Су-1）是苏联高空战鬥飛机的一款试验飛机，建造于第二次世界大战初。后來在苏-1的基础上设计出了改良版苏-3（I-360）。

## 发展
1939年，苏霍伊负责设计高空战机，并且由此产生了苏-1。苏 -1是单座单发的单翼机。该型飞机的主要特点是采用了一对TK-2涡轮增压器，通过利用克里莫夫M-105引擎的废气提升马力输出。样机于1940年5月建成，并于当年6月15日首次试飞，最高时速在10,000 米（32,810 英尺）高达到641 千米/时（345 千牛, 400 mph）。但是涡轮增压机并不可靠，但没有它们该型飞机将不如雅克-1。

## 苏-3
在苏-1样机基础上，生产了一架苏-3，与前机不同的是将机翼面积缩小至17 m²（183 ft²）。1941年建成后，苏-3表现出良好的性能，但由于TK-2涡轮增压器而导致接连不断的问题。故该型机的发展因此问题而推迟。

## 使用者
苏联
- 苏联空军

## 性能诸元（苏-1）
参考资料：
基本信息
- 机组：1

性能
武器

- 1x20毫米（0.79英寸）ShVAK機炮
- 2x7.62毫米（0.30英寸）ShKAS機槍